# Dakatak
Dakatak est un village du Cameroun situé dans la Région de l'Extrême-Nord, le département du Diamaré, la commune de Meri et le canton de Doulek. Il est encore appelé Ldangatak ou dit Guael.

## Localisation
Le village de Dakatak est localisé à 10°46‘ et 14°10, sur la route de Méri à Doulek.

## Population
La population du village Dakatak, évaluée à 415 en 1974, était estimée à 1 132 lors du dernier recensement de 2005, soit 534 hommes (47,17 %) pour 598 femmes (52,83 %). Cette population représente 1,30 % de la population de la commune de Méri estimée à 86 834 personnes. Elle est majoritairement constituée des Mofu.